# Savannakhet
Savannakhet ili Kaysone Phomvihane, laoski ໄກສອນ ພົມວິຫານ, ranije i Khanthabouli, ຄັນທະບູລີ, je grad na zapadu Laosa i glavni grad Savannakhét provincije. Sa 120.000 drugi je po broju stanovnika u zemlji, nakon glavnog grada Vientianea. Godine 2005. preimenovan je po bivšem predsjedniku Kaysoneu Phomvihananeu rođenom u ovom gradu. Dok je stariji dio grada iz razdoblja francuske vladavine uz rijeku Mekong zapušten, novi sjeverni dio grada uz most preko rijeke i autobusni kolodvor je znatno razvijeniji zbog blizine Tajlandskoj granici.
Poput ostalih laoskih gradova i u Kaysone Phomvihaneu žive pripadnici različitih naroda Laošani, Tajlanđani, Vijetnamci i Kinezi, te manjinske skupine iz unutrašnjosti Laosa. U gradu se nalazi veliki budistički hram iz 15. stoljeća, Wat Sainyaphum, katolička crkva i džamija. Do Tajlandske obale vodi Drugi most tajlandsko-laoskog prijateljstva širok 12 i dug 1600 m, za javno prometovanje otvoren 9. siječnja 2007. U blizini grada se nalazi zračna luka Savannakhet.